# Catharsius crassicornis
Catharsius crassicornis là một loài bọ cánh cứng trong họ Bọ hung (Scarabaeidae).